# گردباد آتشین

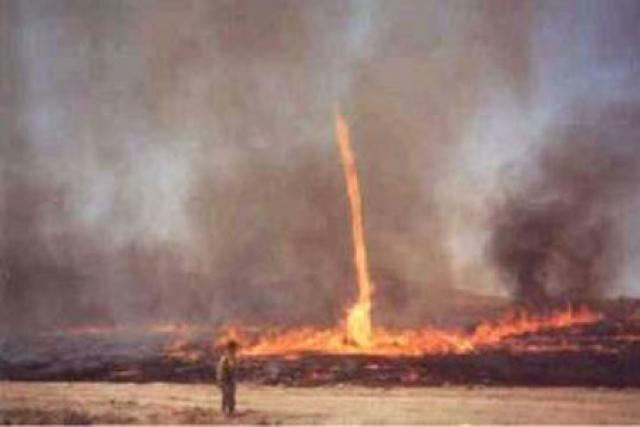
گردباد آتشین

گردباد آتشین یا پیچند آتشین هنگامی روی می‌دهد که گرمای شدید و باد آشفته با هم ترکیب شده و جریان متلاطم چرخان هوا را پدید می‌آورد. این جریان‌های متلاطم می‌توانند به هم نزدیک تر شده و ساختاری پیچندمانند را پدید آورد که خار و خاشاک سوزان و گازهای اشتعال پذیر را به درون خود می‌مکد.